# Croix de Beauregard
La croix de Beauregard est située à Beauregard, en France.

## Localisation
La croix est située dans le département français du Lot.

## Historique
L'édifice est classé au titre des monuments historiques le 5 septembre 1922.